# Pestova (Kosovo)
Pestova (albanisch auch Pestovë, serbisch Пестово Pestovo) ist ein Dorf in der Gemeinde Vushtrria im Kosovo. 

## Kultur

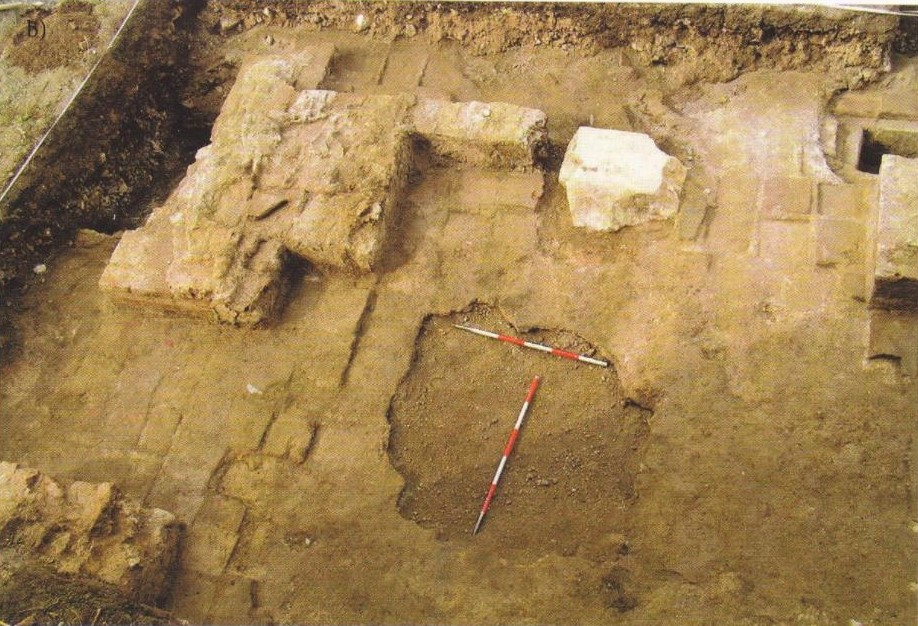
Überreste der römischen Villa

In Pestova befand sich eine römische Villa, deren Überreste als Kulturdenkmal anerkannt sind.

## Bevölkerung
Laut der Volkszählung von 2011 hat Pestova 842 Einwohner, die alle albanischer Herkunft waren.
| Jahr      | 1948 | 1953 | 1961 | 1971 | 1981 | 1991  | 2011 |
| --------- | ---- | ---- | ---- | ---- | ---- | ----- | ---- |
| Einwohner | 409  | 466  | 545  | 731  | 869  | 1.003 | 842  |